# Bratislav Punoševac
Bratislav Punoševac est un footballeur serbe né le 9 juillet 1987 à Kruševac. Il évolue au poste d'attaquant.

## Biographie
Bratislav Punoševac joue en Serbie, en Roumanie, au Japon, en Hongrie, et en Moldavie.
Il participe aux tours préliminaires de la Ligue des champions et de la Ligue Europa.

## Palmarès
- Champion de Roumanie en 2011 avec l'Oțelul Galați